# Isle of Man TT 1948
De Isle of Man TT 1948 was de dertigste uitvoering van de Isle of Man TT. Ze werd verreden op de Snaefell Mountain Course, een stratencircuit op het eiland Man. Het was de tweede TT van Man na de Tweede Wereldoorlog.

## Algemeen
| 1948 | - Wal Handley Memorial Seat geplaatst. - Jimmy Simpson Trophy voor de snelste ronde geïntroduceerd. |

In 1948 werd ter ere van de in de Tweede Wereldoorlog gesneuvelde Wal Handley een bankje geplaatst op de Y-splitsing van Quarterbridge Road en Alexander Drive in Douglas. Tevens werd de Jimmie Simpson-Trophee geïntroduceerd voor de rijder die de snelste ronde van de meeting realiseerde. Er waren ruim 100 deelnemers. De Clubmans Senior TT stond open voor machines tot 1.000 cc. Dat resulteerde in een (te) makkelijke overwinning voor de Vincent Black Lightnings. Tijdens de TT van 1949 kregen de 1.000cc-machines een eigen klasse.
Tijdens de trainingen verongelukte de Zuid-Afrikaan Johan van Tilburg tussen Windy Corner en de 33e mijlpaal en Thomas Bryant bij Hillberry Corner. Tijdens de Senior TT verongelukte Neil "Noel" Christmas bij Douglas Road Corner.

## Senior TT

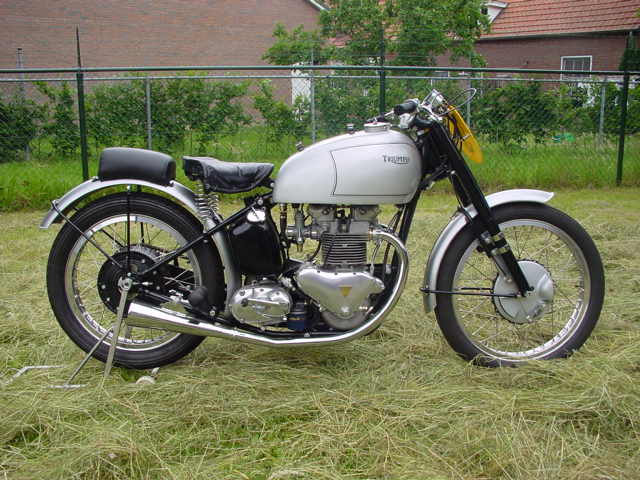
Triumph T100GP

In 1948 stond er na de kwalificatietrainingen van de Senior TT geen enkele Norton bij de eerste zes. De snelsten waren de Moto Guzzi's van Omobono Tenni en Ernie Lyons. Lyons viel al in de eerste ronde bij Bungalow, maar Tenni leidde lang vóór de nieuwe Triumph T100GP's van Bob Foster en Ken Bills. De kop wisselde herhaaldelijk omdat Tenni een lange pitstop moest maken en bij Union Mills reparaties moest uitvoeren. Uiteindelijk won Artie Bell met de Norton vóór zijn teamgenoten Bill Doran en Jock Weddell. Niets wees er nog op dat de AJS E90 "Porcupine" in het seizoen 1949 de eerste 500cc-wereldtitel zou gaan grijpen. In deze Senior TT vielen Ted Frend, Les Graham en Jock West er allemaal mee uit. Veel rijders casseerden dubbel startgeld door met hun 350cc-machines ook in de Senior te starten. Geoff Murdoch (vierde met een AJS 7R) en Eric Oliver (tiende met een Velocette KTT Mk VIII) eindigden in de top tien.

### Uitslag Senior TT
| Pos | Coureur          | Merk                          | Tijd      | Snelheid   |
| --- | ---------------- | ----------------------------- | --------- | ---------- |
| 1   | Artie Bell       | 499cc-Norton 30M Manx DOHC    | 3:06"31'0 | 84,969 mph |
| 2   | Bill Doran       | 499cc-Norton 30M Manx DOHC    | 3:17"16'0 | 80,338 mph |
| 3   | Jock Weddell     | 499cc-Norton 30M Manx OHC     | 3:19"11'2 | 79,564 mph |
| 4   | Geoff Murdoch    | 348cc-AJS 7R                  | 3:21"51'2 | 78,513 mph |
| 5   | Noel Pope        | 490cc-Norton 30M Manx OHC     | 3:23"04'8 | 78,039 mph |
| 6   | Bill Petch       | 490cc-Norton 30M Manx OHC     | 3:23"41'2 | 77,806 mph |
| 7   | Henry Pinnington | 490cc-Norton 30M Manx OHC     | 3:24"54'6 | 77,343 mph |
| 8   | Jack Brett       | 490cc-Norton 30M Manx OHC     | 3:24"59'8 | 77,307 mph |
| 9   | Omobono Tenni    | 494cc-Moto Guzzi Bicilindrica | 3:26"12'2 | 76,857 mph |
| 10  | Eric Oliver      | 348cc-Velocette KTT Mk VIII   | 3:26"45'4 | 76,648 mph |
| 11  | Stan Miller      | 490cc-Norton 30M Manx OHC     | 3:28"16'4 | 76,093 mph |
| 12  | Norman Croft     | 348cc-AJS 7R                  | 3:28"24'2 | 76,045 mph |
| 13  | Leslie Hill      | 490cc-Norton 30M Manx OHC     | 3:28"35'4 | 75,977 mph |
| 14  | Les Dear         | 348cc-AJS 7R                  | 3:29"17'2 | 75,724 mph |
| 15  | Baldo Meli       | 490cc-Norton 30M Manx OHC     | 3:31"38'2 | 73,966 mph |
| 16  | Bill Maddrick    | 348cc-Velocette KTT Mk VIII   | 3:34"15'4 | 73,926 mph |
| 17  | Ian Hay          | 490cc-Norton 30M Manx OHC     | 3:37"19'6 | 72,922 mph |
| 18  | Rob Weston       | 490cc-Norton 30M Manx OHC     | 3:39"16'8 | 72,273 mph |
| 19  | Archie Fenn      | 490cc-Norton 30M Manx OHC     | 3:39"17'2 | 72,271 mph |
| 20  | Humphrey Ranson  | 490cc-Norton 30M Manx OHC     | 3:41"05'0 | 71,683 mph |
| 21  | Max Klein        | 348cc-Norton 40M OHC          | 3:42"34'4 | 71,203 mph |
| 22  | G. Hayden        | 498cc-Moto Guzzi Dondolino    | 3:53"28'4 | 67,880 mph |
| 23  | Ernie Braine     | 490cc-Norton 30M Manx OHC     | 4:05"30'0 | 65,544 mph |

### Niet gefinisht
| Coureur           | Merk                          | Oorzaak |
| ----------------- | ----------------------------- | ------- |
| Les Archer        | 348cc-Velocette KTT Mk VIII   |         |
| Syd Barnett       | 499cc-Triumph TR5             |         |
| Bill Beevers      | 490cc-Norton 30M Manx OHC     |         |
| Ken Bills         | 499cc-Triumph T100GP          |         |
| Eric Briggs       | 490cc-Norton 30M Manx OHC     |         |
| Noel Christmas    | 490cc-Norton 30M Manx OHC     | Val (†) |
| Harold Daniell    | 499cc-Norton 30M Manx DOHC    |         |
| Bob Foster        | 499cc-Triumph T100GP          |         |
| Ted Frend         | 496cc-AJS E90                 |         |
| Freddie Frith     | 499cc-Triumph TR5             |         |
| Frank Fry         | 495cc-Velocette MT 500        |         |
| Les Graham        | 496cc-AJS E90                 |         |
| Syd Lawton        | 348cc-AJS 7R                  |         |
| Johnny Lockett    | 490cc-Norton 30M Manx OHC     |         |
| Ernie Lyons       | 494cc-Moto Guzzi Bicilindrica | Val     |
| Bert Myers        | 490cc-Norton 30M Manx OHC     |         |
| Javier de Ortueta | 490cc-Norton 30M Manx OHC     |         |
| Jock West         | 496cc-AJS E90                 |         |
| Vic Willoughby    | 499cc-Triumph TR5             |         |

## Junior TT
De Junior TT werd gewonnen door Velocette, met Freddie Frith op de eerste en Bob Foster meet vijf minuten achterstand op de tweede plaats.

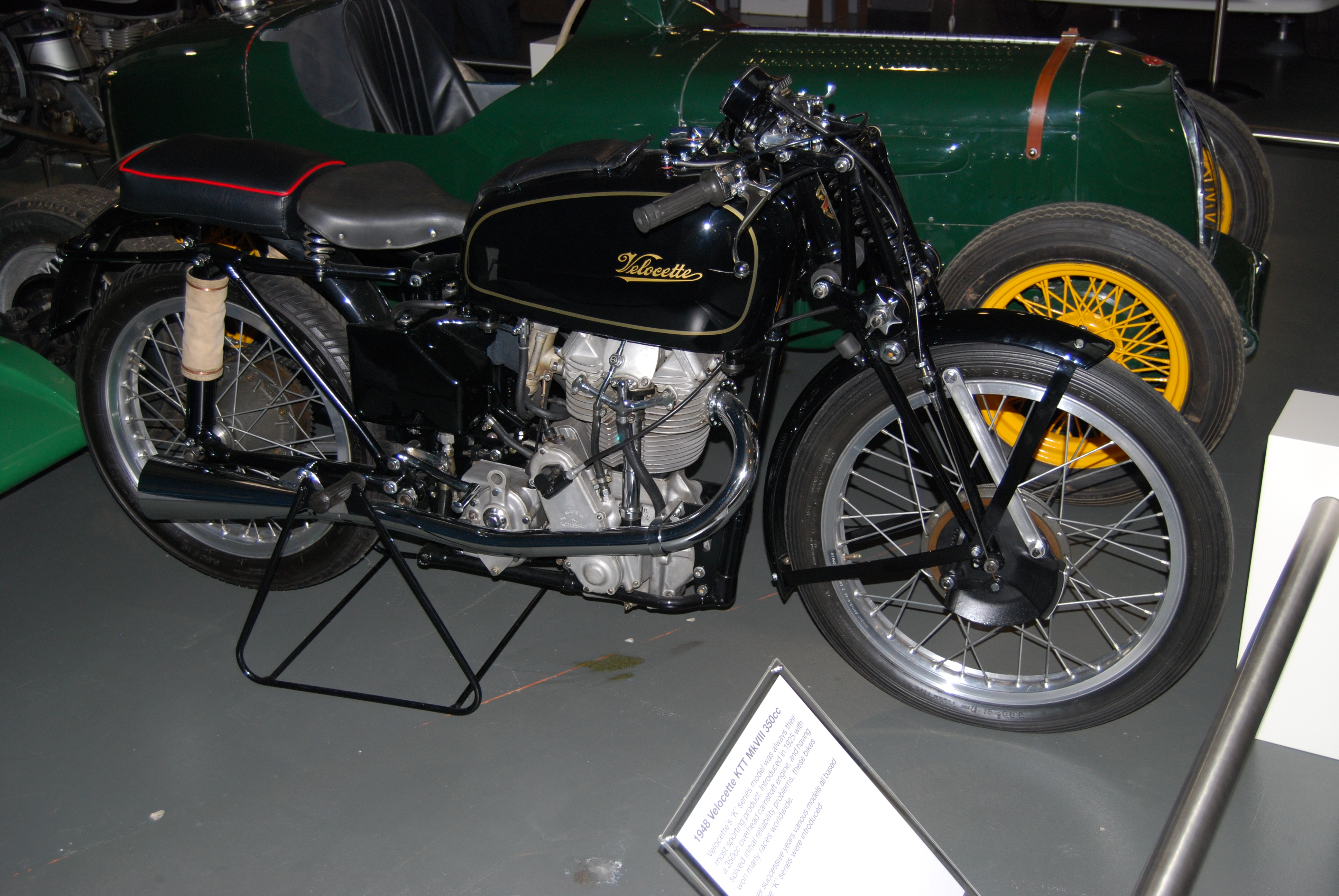
Velocette KTT uit 1948

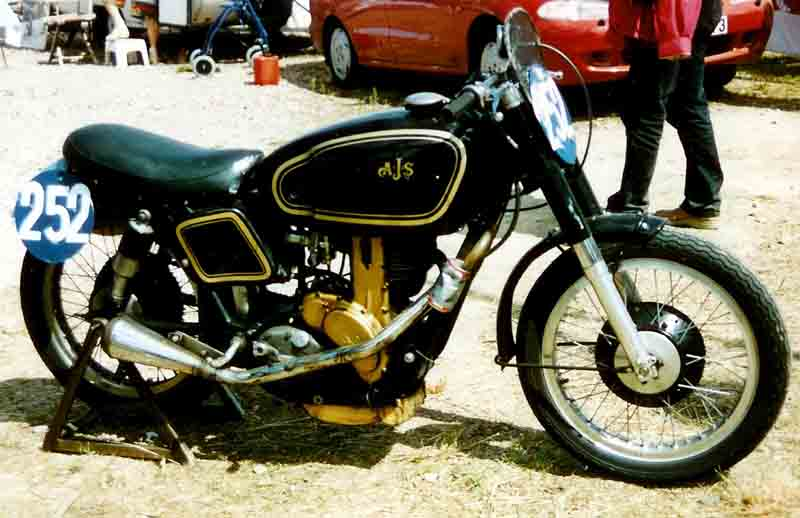
AJS 7R uit 1948

### Uitslag Junior TT
| Pos | Coureur             | Merk      | Tijd      | Snelheid  |
| --- | ------------------- | --------- | --------- | --------- |
| 1   | Freddie Frith       | Velocette | 3:14"33'6 | 81,59 mph |
| 2   | Bob Foster          | Velocette | 3:19"12'6 | 79,55 mph |
| 3   | Artie Bell          | Norton    | 3:20"50'6 | 78,97 mph |
| 4   | Johnny Lockett      | Norton    | 3:21"06'8 | 78,80 mph |
| 5   | Maurice Cann        | AJS       | 3:25"06'6 | 77,27 mph |
| 6   | Eric Briggs         | Norton    | 3:25"27'6 | 77,13 mph |
| 7   | Les Graham          | AJS       | 3:25"54'2 | 76,97 mph |
| 8   | Eric Oliver         | Velocette | 3:25"58'8 | 76,94 mph |
| 9   | Stan Miller         | Norton    | 3:28"12'0 | 76,11 mph |
| 10  | George Paterson     | AJS       | 3:28"20'4 | 76,06 mph |
| 11  | Les Martin          | AJS       | 3:28"40'8 | 75,94 mph |
| 12  | Les Dear            | AJS       | 3:28"47'8 | 75,90 mph |
| 13  | Jock West           | AJS       | 3:29"51'6 | 75,51 mph |
| 14  | Guy Newman          | AJS       | 3:29"55'4 | 75,49 mph |
| 15  | H. Carter           | AJS       | 3:30"21'8 | 75,33 mph |
| 16  | Ernie Lyons         | AJS       | 3:30"27'4 | 75,30 mph |
| 17  | Albert Moule        | Norton    | 3:32"55'0 | 74,43 mph |
| 18  | Bill Maddrick       | Velocette | 3:32"56'4 | 74,42 mph |
| 19  | Scottie Scott       | Velocette | 3:33"21'4 | 74,28 mph |
| 20  | Syd Lawton          | AJS       | 3:33"57'1 | 74,07 mph |
| 23  | Svend-Aage Sørensen | Excelsior | 3:37"26'0 | 72,88 mph |
| 24  | Bill Beevers        | Velocette | 3:37"28'8 | 72,87 mph |
| 27  | Bill Doran          | AJS       | 3:41"00'0 | 71,71 mph |
| 30  | Harold Hartley      | AJS       | 3:42"33'6 | 71,20 mph |
| 37  | Geoff Murdoch       | AJS       | 3:52"43'8 | 68,09 mph |
| 42  | Noel Christmans     | Norton    | 3:57"57'0 | 66,60 mph |

### Niet gefinisht
| Coureur            | Merk      | Oorzaak |
| ------------------ | --------- | ------- |
| Les Archer         | Velocette |         |
| Syd Barnett        | AJS       |         |
| Manliff Barrington | Norton    |         |
| Ken Bills          | Velocette |         |
| Charlie Brett      | Velocette |         |
| Jack Brett         | Velocette |         |
| Harold Daniell     | Norton    |         |
| Ben Drinkwater     | AJS       |         |
| Ted Frend          | AJS       |         |
| Frank Fry          | Velocette |         |
| Noel Pope          | Velocette |         |
| Bill Webster       | Excelsior |         |
| Jock Weddell       | Velocette |         |
| Vic Willoughby     | Velocette |         |
| Tommy Wood         | Velocette |         |
| Roland Pike        | AJS       |         |
| Javier de Ortueta  | Velocette |         |

## Lightweight TT
De Lightweight TT begon voor het eerst sinds 24 jaar weer met een massastart en leek weer een makkelijke prooi voor Moto Guzzi te worden. Uiteindelijk vielen 19 van de 25 deelnemers uit, waaronder Manliff Barrington. Maurice Cann won met zijn Moto Guzzi. Door de vele uitvallers had hij bijna tien minuten voorsprong.

### Uitslag Lightweight TT
| Pos | Coureur        | Merk         | Tijd      | Snelheid  |
| --- | -------------- | ------------ | --------- | --------- |
| 1   | Maurice Cann   | Moto Guzzi   | 3:30"49'0 | 75,12 mph |
| 2   | Roland Pike    | Rudge        | 3:40"33'2 | 71,85 mph |
| 3   | Doug Beasley   | Excelsior    | 3:54"09'0 | 67,68 mph |
| 4   | Ben Drinkwater | Moto Guzzi   | 3:57"56'2 | 66,60 mph |
| 5   | Ray Petty      | New Imperial | 3:59"11'0 | 66,26 mph |
| 6   | Jock McCredie  | Excelsior    | 4:03"52'2 | 64,98 mph |

### Niet gefinisht
| Coureur             | Merk          | Oorzaak |
| ------------------- | ------------- | ------- |
| Manliff Barrington  | Moto Guzzi    |         |
| Len Bayliss         | Elbee Special |         |
| Harold Hartley      | Rudge         |         |
| Les Martin          | Excelsior     |         |
| Svend-Aage Sørensen | Excelsior     |         |
| Bill Webster        | Excelsior     |         |
| Tommy Wood          | Moto Guzzi    |         |

## Clubmans Senior TT

### Uitslag Clubmans Senior TT
| Pos | Coureur           | Merk              | Tijd      | Snelheid  |
| --- | ----------------- | ----------------- | --------- | --------- |
| 1   | Jack Daniells     | 998cc-Vincent-HRD | 1:52"29'6 | 80,51 mph |
| 2   | Phil Heath        | 998cc-Vincent-HRD | 1:53"49'0 | 79,58 mph |
| 3   | Cyril Stevens     | 490cc-Norton      | 1:59"03'4 | 76,01 mph |
| 4   | Bill McVeigh      | 498cc-Triumph     | 1:59"47'0 | 75,61 mph |
| 5   | Ted Davis         | 998cc-Vincent-HRD | 2"01"04'6 | 74,81 mph |
| 6   | George Brown      | 998cc-Vincent-HRD | 2:03"18'6 | 73,48 mph |
| 7   | Harold Clark      | 490cc-Norton      | 2:03"50'2 | 73,13 mph |
| 8   | Chris Horn        | 998cc-Vincent-HRD | 2:04"24'8 | 72,79 mph |
| 9   | Freddie Fairbairn | 998cc-Vincent-HRD | 2:05"22'0 | 72,25 mph |
| 10  | Edwin Andrews     | 490cc-Norton      | 2:06"21'2 | 71,69 mph |
| 11  | Jack Carr         | 998cc-Vincent-HRD | 2:06"52'4 | 71,40 mph |
| 12  | Alan Sanders      | 498cc-Triumph     | 2:07"34'6 | 70,99 mph |
| 13  | R. Vernon         | 998cc-Vincent-HRD | 2:08"18'6 | 70,59 mph |
| 14  | Bob Walker        | 490cc-Norton      | 2:09"07'4 | 70,15 mph |
| 15  | A. Smith          | 490cc-Norton      | 2:09"11'6 | 70,11 mph |
| 16  | Don Crossley      | 498cc-Triumph     | 2:09"23'6 | 70,00 mph |
| 17  | John Netherwood   | 490cc-Norton      | 2:09"24'6 | 69,99 mph |
| 18  | Jack Harrison     | 497cc-Ariel       | 2:09"30'0 | 69,95 mph |
| 19  | W. Beckett        | 998cc-Vincent-HRD | 2:10"56'0 | 69,18 mph |
| 20  | Jack Colver       | 498cc-Matchless   | 2:12"27'0 | 68,39 mph |

### Niet gefinisht
| Coureur         | Merk          | Oorzaak |
| --------------- | ------------- | ------- |
| Allan Jefferies | 498cc-Triumph |         |

## Clubmans Junior TT

### Uitslag Clubmans Junior TT
| Pos | Coureur           | Merk      | Tijd      | Snelheid  |
| --- | ----------------- | --------- | --------- | --------- |
| 1   | Ronnie Hazlehurst | Velocette | 2:08"47'2 | 70,33 mph |
| 2   | G. Robinson       | AJS       | 2:09"21'5 | 70,02 mph |
| 3   | Milton Sunderland | Norton    | 2:10"13'4 | 69,58 mph |
| 4   | J. Jackson        | Velocette | 2:12"05'0 | 68,56 mph |
| 5   | Ian Drysdale      | AJS       | 2:14"00'8 | 67,60 mph |
| 6   | Oliver Hartree    | Velocette | 2:15"26'8 | 66,88 mph |
| 7   | Arthur Wheeler    | Velocette | 2:15"21'0 | 66,85 mph |
| 8   | Cyril Julian      | Velocette | 2:19"04'2 | 65,13 mph |
| 9   | Dennis Morgan     | AJS       | 2:20"01'2 | 64,68 mph |
| 10  | L. Peverett       | AJS       | 2:20"18'8 | 64,55 mph |
| 11  | E. Peterkin       | AJS       | 2:21"52'0 | 63,85 mph |
| 12  | James Beckton     | Triumph   | 2:22"35'0 | 63,68 mph |
| 13  | Angus Herbert     | Matchless | 2:24"38'2 | 62,62 mph |
| 14  | W. McLeod         | AJS       | 2:26"39'6 | 61,76 mph |
| 15  | John Fisher       | Ariel     | 2:27"43'0 | 61,31 mph |
| 16  | H. Roberts        | AJS       | 2:30"31'8 | 60,17 mph |
| 17  | Sid Milne         | EMC       | 2:30"43'0 | 60,10 mph |
| 18  | Alf Peatman       | AJS       | 2:32"59'0 | 59,21 mph |
| 19  | Jack Terry        | Ariel     | 2:34"00'6 | 58,82 mph |
| 20  | A. Broadey        | Norton    | 2:35"10'8 | 58,37 mph |

### Niet gefinisht
| Coureur        | Merk      | Oorzaak |
| -------------- | --------- | ------- |
| Cecil Sandford | Velocette |         |

## Clubmans Lightweight TT

### Uitslag Clubmans Lightweight TT
| Pos | Coureur         | Merk      | Tijd      | Snelheid  |
| --- | --------------- | --------- | --------- | --------- |
| 1   | Monty Lockwood  | Excelsior | 1:44"37'6 | 64,93 mph |
| 2   | Bill Dehany     | Excelsior | 1:47"13'8 | 63,35 mph |
| 3   | Ron Carvill     | Triumph   | 1:48"38'0 | 62,53 mph |
| 4   | A. Crighton     | Velocette | 1:52"24'0 | 60,44 mph |
| 5   | J. Smith        | Velocette | 1:55"33'4 | 58,79 mph |
| 6   | Frank Cope      | Velocette | 1:57"28'2 | 57,82 mph |
| 7   | H. Downing      | Velocette | 1:58"08'4 | 57,50 mph |
| 8   | Arnold Henthorn | Velocette | 2:02"17'2 | 55,55 mph |

1907 · 1908 · 1909 · 1910 · 1911 · 1912 · 1913 · 1914 · Eerste Wereldoorlog · 1920 · 1921 · 1922 · 1923 · 1924 · 1925 · 1926 · 1927 · 1928 · 1929 · 1930 · 1931 · 1932 · 1933 · 1934 · 1935 · 1936 · 1937 · 1938 · 1939 · Tweede Wereldoorlog · 1947 · 1948 · 1949 · 1950 ·1951 · 1952 · 1953 · 1954 · 1955 · 1956 · 1957 · 1958 · 1959 · 1960 · 1961 · 1962 · 1963 · 1964 · 1965 · 1966 · 1967 · 1968 · 1969 · 1970 · 1971 · 1972 · 1973 · 1974 · 1975 · 1976 · 1977 · 1978 · 1979 · 1980 · 1981 · 1982 · 1983 · 1984 · 1985 · 1986 · 1987 · 1988 · 1989 · 1990 · 1991 · 1992 · 1993 · 1994 · 1995 · 1996 · 1997 · 1998 · 1999 · 2000 · 2002 · 2003 · 2004 · 2005 · 2006 · 2007 · 2008 · 2009 · 2010 · 2011 · 2012 · 2013 · 2014